# 24e corps d'armée (France)
Pour les articles homonymes, voir 24e corps d'armée.
Le 24e corps d’armée est un corps d'armée de l'armée de terre de l'Armée française. En décembre 1870, il est mis sur pied, à Lyon, par le général Bressolles et rattaché à l'armée de l'Est. Il est recréé brièvement en juin 1940 pendant la Seconde Guerre mondiale.

## 1870-1871

### Composition

#### 1redivisiond'infanterie : générald'Ariès
- 1re brigade :
  - 15e bataillon de chasseurs de marche
  - 63e régiment d'infanterie de marche
- 2e brigade :
  - 3 bataillons de mobiles (Haut-Rhin, Haute-Garonne, Tarn-et-Garonne)
  - 3e légion de mobilisés du Rhône (n'a pas rejoint)
- Artillerie :
  - Deux batteries de 4

#### 2edivisiond'infanterie : généralComagny-Thibaudin(auxiliaire)
- 1re brigade :
  - 21e bataillon de chasseurs de marche
  - 60e régiment d'infanterie de marche
  - 61e régiment d'infanterie de marche
- 2e brigade :
  - 14e régiment de mobiles de l'Yonne
  - 87e régiment de mobiles (Lozère et Tarn-et-Garonne)
- Artillerie :
  - Deux batteries de 4 et une de montagne

#### 3edivisiond'infanterie : généralCarré de Busserolles
- - 1re légion de mobilisés du Rhône[1]
  - 2e légion de mobilisés du Rhône
  - 89e régiment de mobiles (Var et Gironde)
  - 4e bataillon de mobiles de la Loire
- Artillerie :
  - Deux batteries de 4 et une de montagne
- Cavalerie:
  - 7e régiment de cavalerie mixte

#### Réserve d'artillerie
- Une batterie de montagne
- Quatre batteries de 12
- Une batterie à cheval

## Seconde Guerre mondiale

### Drôle de guerre
Le XXIVe corps d’armée (XXIVe CA) est formé en décembre 1939. Le 25e GRCA (groupe de reconnaissance de corps d'armée) est affecté au XXIVe CA à cette époque.
Le général Fougère prend le commandement le 25 février 1940 et le conserve jusqu'à la dissolution du corps le 11 juillet 1940.
Le 3 mai 1940, le XXIVe CA remplace le XXIe CA dans le secteur fortifié de la Crusnes. Le 25e GRCA hérite de la mission de son prédécesseur en cas d'intervention au Luxembourg : il doit entrer dans ce pays au niveau de Rodange avec le 61e groupe de reconnaissance de division d'infanterie (de la 58e division d'infanterie) à sa gauche et la 1re brigade de spahis à sa droite pour y participer à une action retardatrice.

### Rattachement
Au 5 juin 1940, le 24e corps d’armée est rattaché à la 7e armée du général Frère, groupe d'armées n°3 du général Besson.

### État-major
Au 5 juin 1940, le 24e corps d’armée a son PC à Giraumont (Oise) et est composé comme suit[réf. nécessaire] :
- 3e DLI (général Duchemin)
- 23e DI (général Jeannel)
- 87e DIA (général Martin)

- 7e DIC (général Noiret)
- 11e DI (général Arlabosse)

Autres éléments de corps[réf. nécessaire] : 1er BCC (chars R35), 442e régiment de pionniers, 652e batterie anti-chars (canons de 47), 656e batterie anti-chars (canons de 47), 52e bataillon de mitrailleurs motorisés, 320e régiment d'artillerie coloniale portée (canons de 75 P), I/195e régiment d'artillerie lourde (220 C (en))
Réserve d’armée[réf. nécessaire] : 407e RP, 417e RP, 427e RP, 437e RP, 441e RP, 510e GBC[réf. nécessaire], PEB No 7, 1019/404e RADCA, 1022/404e RADCA, 157e bataillon de sapeurs-mineurs (jusqu’au 6 juin), 357e bataillon de sapeurs routiers, bataillon spécial du 3e génie.

## 1962
En juillet 1962, le corps d'armée d'Oran (12e, 13e et 29e DI, 4e DIM et groupement autonome d'Oran) devient le XXIVe corps d'armée, qui est dissous le 1er janvier 1963 et forme la 4e division.